# Marčan
Marčan falu Horvátországban, Varasd megyében. Közigazgatásilag Vinicához tartozik.

## Fekvése
Varasdtól 14 km-re nyugatra, községközpontjától Vinicától 1 km-re délre a Zagorje határán fekszik.

## Története
A régészeti leletek tanúsága szerint Marčan területén már az őskorban is éltek emberek. Peščenica Vinička dombos részén, a Plitvice-völgy felé igyekvő patak felett, az Abrahamov breg (Ábrahám-domb) nyugati lejtőinél, körülbelül 250 méterrel a tengerszint felett található a Šincekova jama, más néven Vinica-barlang, mely egyike azoknak a helyeknek, amelyek menedékként szolgálhattak az őskori ember számára. A barlang morfológiailag egyszerű. A szisztematikus kutatások előtt egy 6 m hosszú, 60 m magas és kb. 100 cm széles járatból állt, amely egy 4,5 m átmérőjű kis kerek csarnokban ért véget. A kutatás nagyszámú holocén és pleisztocén kori állatmaradványt gyűjtött össze. A leletek (kerámiatöredékek, kőszerszámok, tűzhelyek maradványai) jelzik a különféle őskori kultúrák itteni jelenlétét.
Opeka kastélyát a 17. században a Keglevich család építtette. A 18. században a Draskovich család birtoka lett, akiknek korábban a közeli Zelendvorban volt udvarházuk. Később a Marčan területén fekvő Opekára költöztek át, ahol a kastély körül a 19. század elején pompás parkot létesítettek. Az opekai birtok helyén azelőtt téglagyár volt, innen kapta a nevét. Az itt kialakított park lett az opeki arborétum alapja. A család utolsó férfi tagja az 1857-ben meghalt Draskovich Ferenc volt, akinek a lánya 1852-ben a francia származású Bombelles grófhoz ment feleségül. Ők voltak a terület utolsó birtokosai.
A falunak 1857-ben 375, 1910-ben 585 lakosa volt. A trianoni békeszerződésig Varasd vármegye Varasdi járásához tartozott. 2001-ben 199 háztartása és 624 lakosa volt.

## Népessége

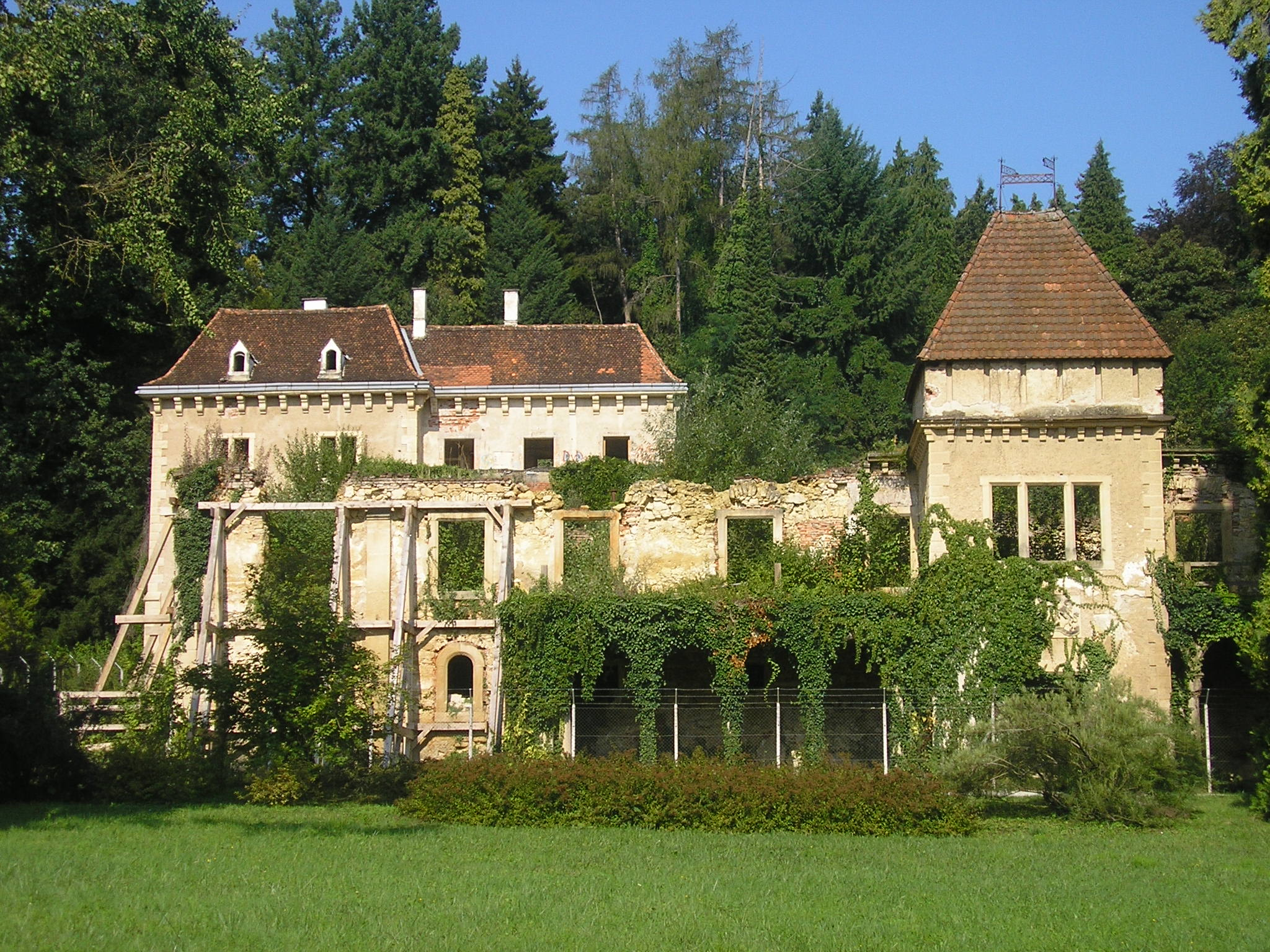
Opeka kastélya

Az opekai arborétum részlete

| Lakosság változása | Lakosság változása | Lakosság változása | Lakosság változása | Lakosság változása | Lakosság változása | Lakosság változása | Lakosság változása | Lakosság változása | Lakosság változása | Lakosság változása | Lakosság változása | Lakosság változása | Lakosság változása | Lakosság változása | Lakosság változása |
| ------------------ | ------------------ | ------------------ | ------------------ | ------------------ | ------------------ | ------------------ | ------------------ | ------------------ | ------------------ | ------------------ | ------------------ | ------------------ | ------------------ | ------------------ | ------------------ |
| 1857               | 1869               | 1880               | 1890               | 1900               | 1910               | 1921               | 1931               | 1948               | 1953               | 1961               | 1971               | 1981               | 1991               | 2001               | 2011               |
| 375                | 457                | 467                | 482                | 516                | 585                | 615                | 554                | 554                | 590                | 597                | 640                | 613                | 652                | 624                | 598                |

## Nevezetességei
- Területén található az Opekai Arborétum. Opeka kastélyát[5] a 17. században a Keglevich család építtette. 1856-ban akkori tulajdonosa Bombelles Márk újjáépíttette, ekkor kapta mai késő gótikus külsőjét. 1910-ben az ifjabb Bombelles Márk két évvel halála előtt még megújíttatta az épületet. A második világháború után oktatási célokat szolgált, 1989-ben azonban a rossz állapotú tetőt elkezdték lecserélni, de ez félbemaradt és az épület azóta pusztul. A kastély körül a 19. század elején pompás parkot létesítettek, mely a mai arborétum őse volt. A parkból 1860-ban kezdtek arborétumot kialakítani, ekkor számos egzotiukus fafajtát ültettek ide. Fái közül a legidősebbek ma már 200 évesek. Az arborétum 1884-ben nyerte el mai formáját, de 1902 és 1910 között még újabb fafajokat telepítettek a területére.
- Szent Márk tiszteletére szentelt római katolikus plébániatemploma.[6] A templom a falu mellett, egy fennsíkon helyezkedik el. Már az 1334-es plébániajegyzék említi, de a mai épület csak 1808-ból származik, és a középkori templom alapjaira épült. A mai templom ezért gazdag középkori leletekben, amelyek közül a legjelentősebbek a középkori alapok és oszlopfők, valamint a 13. század eleji részletek. A mai templom egyhajós épület, tornya a nyugati oldalon a mai szentély mögött áll. A déli homlokzathoz épült a sekrestye és monumentális késő barokk főhomlokzat. A templomtól északra található a plébánia épülete, egy tágas, egyemeletes ház, amelyet a 17. században már falazott épületként említenek.
- Szent Rókus tiszteletére szentelt kis kápolnája.